# Yashnobod
Hamza (Em russo Ҳамза) é um dos 11 distritos (tuman) de Tasquente, a capital do Uzbequistão. 

## Características
O distrito possui uma população próxima de 200 mil habitantes e localiza-se na parte leste da cidade, limitando-se com os distritos de Bektemir, Yunusabad, Mirzo Ulugbek e Mirobod.